# Кшиштоф Облуй
Кшиштоф Юзеф Облуй (пол. Krzysztof Józef Obłój, 30 жовтня 1954 року) — польський економіст, теоретик і практик науки управління, викладач Варшавського Університету, Академії Леона Козмінського, керівник Illinois Executive MBA Warsaw, радник президента Польщі.

## Життєпис
Народився 30 жовтня 1954 в Кожьлі під Лодзю в родині відомого польського хіміка проф. Юзефа Облуя. В 1977 закінчив Головну торгову школу у Варшаві (SGH, також Варшавська школа економіки). В 1980 році під керівництвом Анджея Козмінського захистив докторську дисертацію на тему співпраці наукових осередків та підприємств галузі машинобудування. В 1986 опублікував свою першу книжку «Управління: прикладний аспект». В 1996 році отримує звання професора Варшавського університету.
Сьогодні Кшиштоф Облуй викладає в кількох варшавських ВНЗ, регулярно відвідує з лекціями провідні бізнес-школи світу, серед яких Yat Sen University, University of Illinois (США), Bodo Graduate School of Management (Норвегія), ESCP-EAP (Франція), Bled School of Management -International Management Development Center (Словенія). Книжки і статті науковця публікуються в Європі та Америці, а польськомовні видання стали справжніми бестселерами. Окремі книжки були перекладені на англійську та російську мови. В своїх працях професор Облуй використовує багатий досвід бізнес-консультанта. Він надавав допомогу таким фірмам, як Vienna Insurence Group, Henkel, LPP, Asea Brown Boveri, Nivea, Macro Cash and Carry, PZU , Orlen та ін. в галузі проектування стратегії, організаційної культури та структури. Зараз є членом або головою наглядових рад ряду провідних польських підприємств, а також радником президента Польщі.
Завдяки співпраці зі львівським публіцистом та науковцем Віталієм Надашкевичем (Віто Надашкевич) доробок Кшиштофа Облуя став доступний українському читачеві. Їх спільна праця "Підприємство. Стратегія успіху" знайомить з основами стратегії та стратегічного планування ілюструючи викладені тези на прикладі світових, польських та українських підприємств. 

## Основні публікації
- Кшиштоф Облуй і Віто Надашкевич, Підприємство. Стратегія успіху, Каменяр 2016.
- Krzysztof Obłój, Pasja i dyscyplina strategii, Poltex, Warszawa 2010.
- Krzysztof Obłój, Zarządzanie strategiczne, PWE, Warszawa 2007.
- Krzysztof Obłój, Janusz Palikot, Myśli o nowoczesnym biznesie, Słowo/Obraz Terytoria, Gdańsk 2003.
- Krzysztof Obłój, Strategia organizacji, PWN, Warszawa 2002.
- Krzysztof Obłój, Strategia sukcesu firmy, PWE, Warszawa 1998.
- Krzysztof Obłój, Strategia organizacji: budowanie trwałej przewagi konkurencyjnej, PWE, Warszawa 1996.
- Krzysztof Obłój, Andrzej K. Kozmiński, Donald P. Cushman, Winning: Continuous Improvement Theory in High Performance Organizations, 1995, 204 strony, State University of Albany, ISBN 978-0-7914-2522-0.
- Krzysztof Obłój, Mikroszkółka zarządzania, PWE, Warszawa 1994.
- Krzysztof Obłój, Organizacja i zarządzanie, PWN, Warszawa 1993.
- Steven A. Cavaleri i Krzysztof Obłój, Management Systems: A Global Perspective, Belmonth, California, Wadsworth, 1993, ISBN 0-534-92511-1.

## Зовнішні посилання
- Інформація про радника президента проф. Облуя на сайті президента Польщі
- Сторінка проф. Облуя на сайті Відділу управління Варшавського університету
- Інтерв’ю з проф. Облуєм для газети «Високий замок» (Львів) про його подорож до Китаю[недоступне посилання з квітня 2019]